# Bangkok Dangerous (film, 1999)
Cet article concerne le film de Oxide Pang et Danny Pang. Pour le remake des mêmes réalisateurs, voir Bangkok Dangerous.
Pour plus de détails, voir Fiche technique et Distribution.
Pour les articles homonymes, voir Bangkok Dangerous.
Bangkok Dangerous (บางกอกแดนเจอรัส) est un film thaïlandais réalisé par Oxide Pang et Danny Pang, sorti en 1999.

## Synopsis
Kong est un tueur à gages. Il est sourd-muet depuis un accident d'enfance: d'autres enfants lui avaient jeté des pierres, le blessant gravement. Il souffre depuis d'une réelle incapacité à communiquer et s'est enfermé dans une carapace de dureté. Il vit avec son ami et frère d'arme, Jo. Celui-ci a été contraint d'arrêter cette profession depuis qu'il s'est pris une balle dans la main droite lors de l'exécution d'un contrat. Depuis ce jour, Jo a d'ailleurs rompu avec Aom, la femme qui donne ses contrats à Kong et qui travaille dans une boîte de nuit pour adultes. Incapable de communiquer, Kong voit sa vie bouleversée par l'arrivée de Fon, une jeune pharmacienne dont il tombe amoureux. Cette découverte d'une autre vie peut le sauver comme le tuer. Au cœur de la noirceur de Bangkok, l'espoir est peut-être possible…

## Fiche technique
- Titre : Bangkok Dangerous
- Titres alternatifs : บางกอกแดนเจอรัส  / Danger À Bangkok
- Réalisation : Oxide Pang et Danny Pang
- Scénario : Oxide Pang et Danny Pang
- Production : Nonzee Nimibutr, Pracha Maleenont, Brian L. Marcar et Adirek Wattaleela
- Société de production : Films Bangkok
- Société de distribution : EuropaCorp Distribution (France)
- Musique : Orange Music
- Photographie : Decha Srimantra
- Montage : Oxide Pang et Danny Pang
- Décors : Wut Chaosilp
- Costumes : Ekasith Meeprasertsakul
- Pays d'origine : Thaïlande
- Format : Couleurs - 1,85:1 - Dolby EX 6.1 - 35 mm
- Genre : Action, policier
- Durée : 105 minutes
- Dates de sortie : 1er novembre 1999 (Bangkok, Thaïlande), 24 novembre 2000 (Thaïlande), 16 juillet 2003 (France) et distribué en 70 copies[2], sortie en DVD en France en mars 2004
- Film interdit aux moins de 12 ans lors de sa sortie en France

## Distribution
- Pawalit Mongkolpisit : Kong[3]
- Premsinee Ratanasopha : Fon
- Patharawarin Timkul : Aom
- Pisek Intrakanchit : Jo
- Korkiate Limpapat : Boss
- Piya Boonnak

## Récompenses
- Prix FIPRESCI lors du Festival international du film de Toronto 2000[4].
- Nomination au prix du meilleur film lors du Festival international du film de Rotterdam 2001.

## Accueil
Le film thaïlandais Bangkok Dangerous a été projeté à Paris en salle en 2003 pendant 4 semaines et il a enregistré 10 849 entrées.